# Станина
Стани́на — основна корпусна частина агрегату (машини, верстата), на якій монтують усі вузли й деталі. Призначена для просторового координування, розташування і кінематичного зв'язку інших частин машини, а також для сприйняття силових факторів, що діють між ними під час роботи.
Станина служить головним чином для монтажу всіх основних частин верстата. Вона повинна протягом тривалого часу забезпечувати правильне взаємне положення і переміщення частин верстата при всіх передбачених режимах роботи. Станини верстатів повинні бути міцними, металоемкими, технологічними і повинні мати досить низьку вартість. Але найважливішою вимогою, що висуваються до станин, є незмінності їхньої форми. Цього досягають правильним вибором матеріалу станини і технології її виготовлення.
Станини підрозділяють на горизонтальні і вертикальні. Форма станини, тобто її конструкція, визначається багатьма факторами, зокрема видом напрямних (горизонтальні, вертикальні, похилі), необхідністю установки на ній відповідних нерухомих і рухомих частин, різних по розмірах і масі, розміщенням усередині станини механізмів, що здійснюють змазування й охолодження, відвід стружки і т. д. Станина повинна бути зручною для швидкого проведення ремонтних робіт.
Для забезпечення твердості всієї пружної системи верстата прагнуть зв'язувати основні частини верстата так, щоб вони утворювали замкнуту раму. Бажано також станину відливати заодно з корпусом передньої бабки. Для підвищення твердості станини застосовують ребра (перегородки), що з'єднують її стінки.
Основним матеріалом для виготовлення литих станин є чавун. Зварені станини виготовляють із прокатної сталі. Іноді для виготовлення станин важких верстатів застосовують залізобетон. Литі станини зазвичай застосовують при багатосерійному виробництві верстатів, зварені — при необхідності швидкого виготовлення одного або декількох верстатів.

## Артилерійська станина

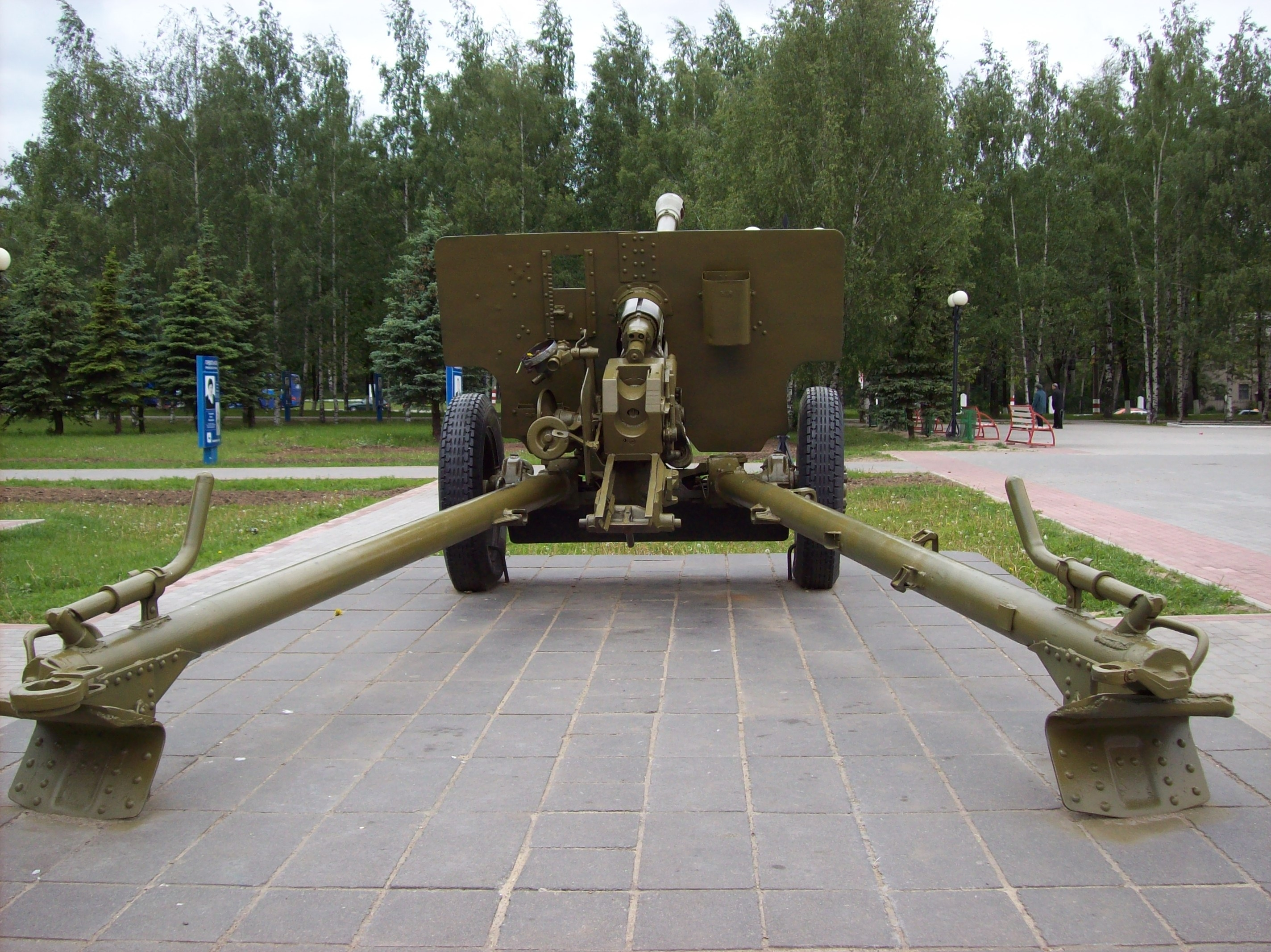
Вигляд ззаду ЗИС-3, по боках видні станини

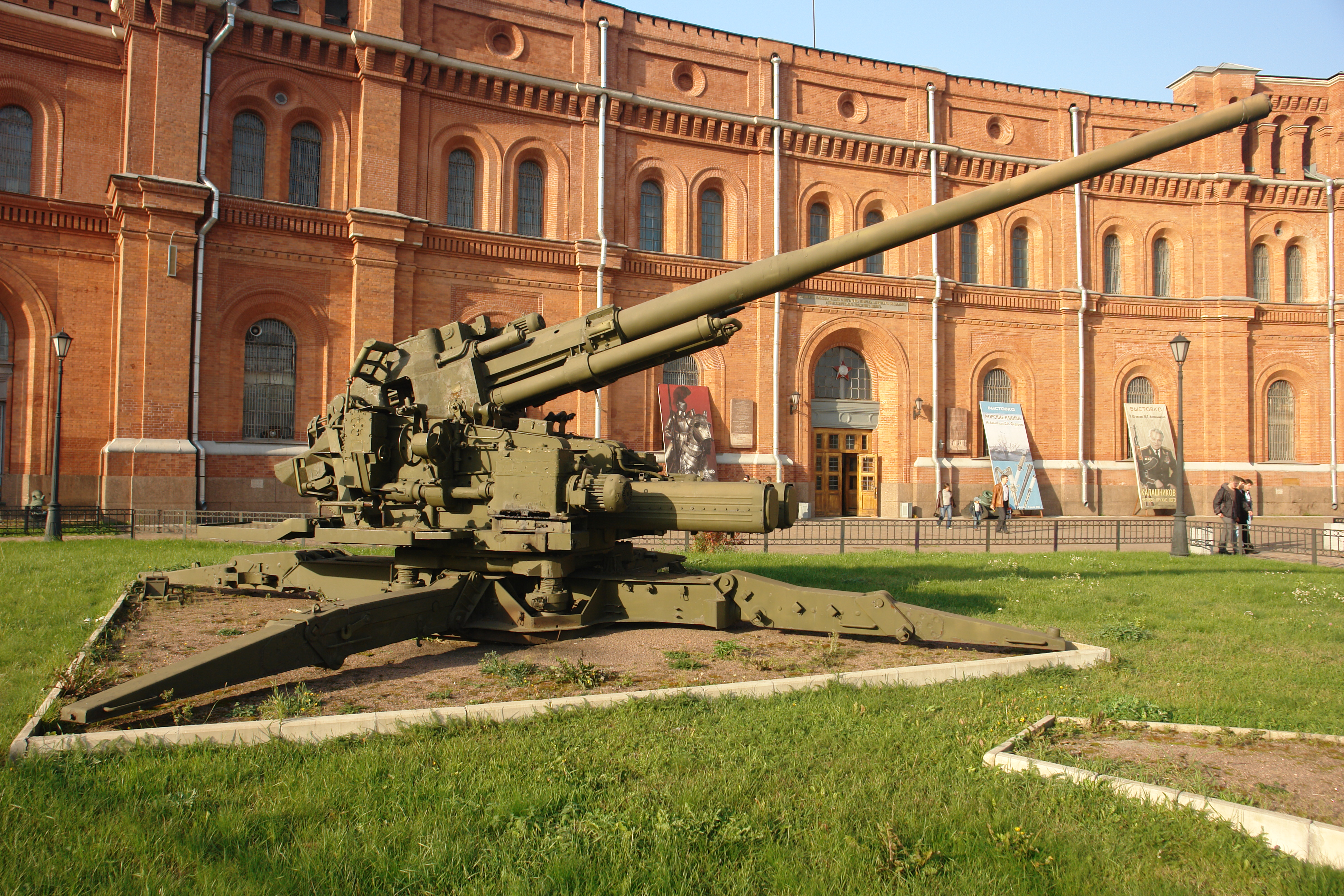
У зенітної гармати КС-30 видні три станини з чотирьох

Стани́на — частина лафета, що забезпечує стійкість і нерухомість гармати під час пострілу, передає зусилля відбою на поверхню ґрунту. Залежно від типу гармати лафет може мати до чотирьох станин. У похідному положенні вони зведені разом (кріпляться до передка або зчіпного пристрою тягача), у бойовому вони розводяться в боки і опираються сошниками на ґрунт. Лафети з чотирма станинами використовують зазвичай на гарматах з круговим обстрілом, зокрема, в зенітній артилерії.